# Đảo Nam Georgia
Đảo Nam Georgia (tiếng Tây Ban Nha: Isla San Pedro) là một hòn đảo miền nam Đại Tây Dương thuộc lãnh thổ hải ngoại Nam Georgia và Quần đảo Nam Sandwich của Anh. Điểm dân cư chính là Grytviken. Nam Georgia dài 167,4 km (104 mi), rộng 1,4 đến 37 km (0,9-23,0 dặm). Nó cách đảo Coronation 830 km (520 mi) về phía đông bắc, cách đảo Zavodovski 550 km (340 mi) về phía tây bắc.

## Lịch sử
Anthony de la Roché, một thương gia Anh, trông thấy đảo Nam Georgia năm 1675. Đảo này mang tên đảo Roche trên bản đồ thời này. Con tàu buôn Tây Ban Nha León sau khi khởi hành từ Saint-Malo cũng đi ngang qua đảo Nam Georgia vào ngày 28-29 tháng 6 năm 1756.
Từ năm 1786 đến 1913, hoạt động săn hải cẩu thương mại diễn ra. Trong thời gian này, ghi nhận được 131 chuyến săn, 8 trong số đó buộc phải kết thúc do tàu đắm. Vết tích thời kỳ săn hải cẩu còn sót lại đến nay là thùng sắt lấy dầu hải cẩu, chòi láng và mộ phần.

### Cuộc chiếm đóng của Argentina
Ngày 19 tháng 3 năm 1982, một nhóm người Argentina cập cảng Leith và dương cờ Argentina. Ngày 3 tháng 4 năm đó, tức ngày thứ hai trong cuộc chiến tranh Falkland, lực lượng hải quân Argentina tuyên bố chiếm hòn đảo. Quân Anh đoạt lại Nam Georgia vào ngày 25 tháng 4 trong chiến dịch Paraquet.

## Địa lý và hệ động vật

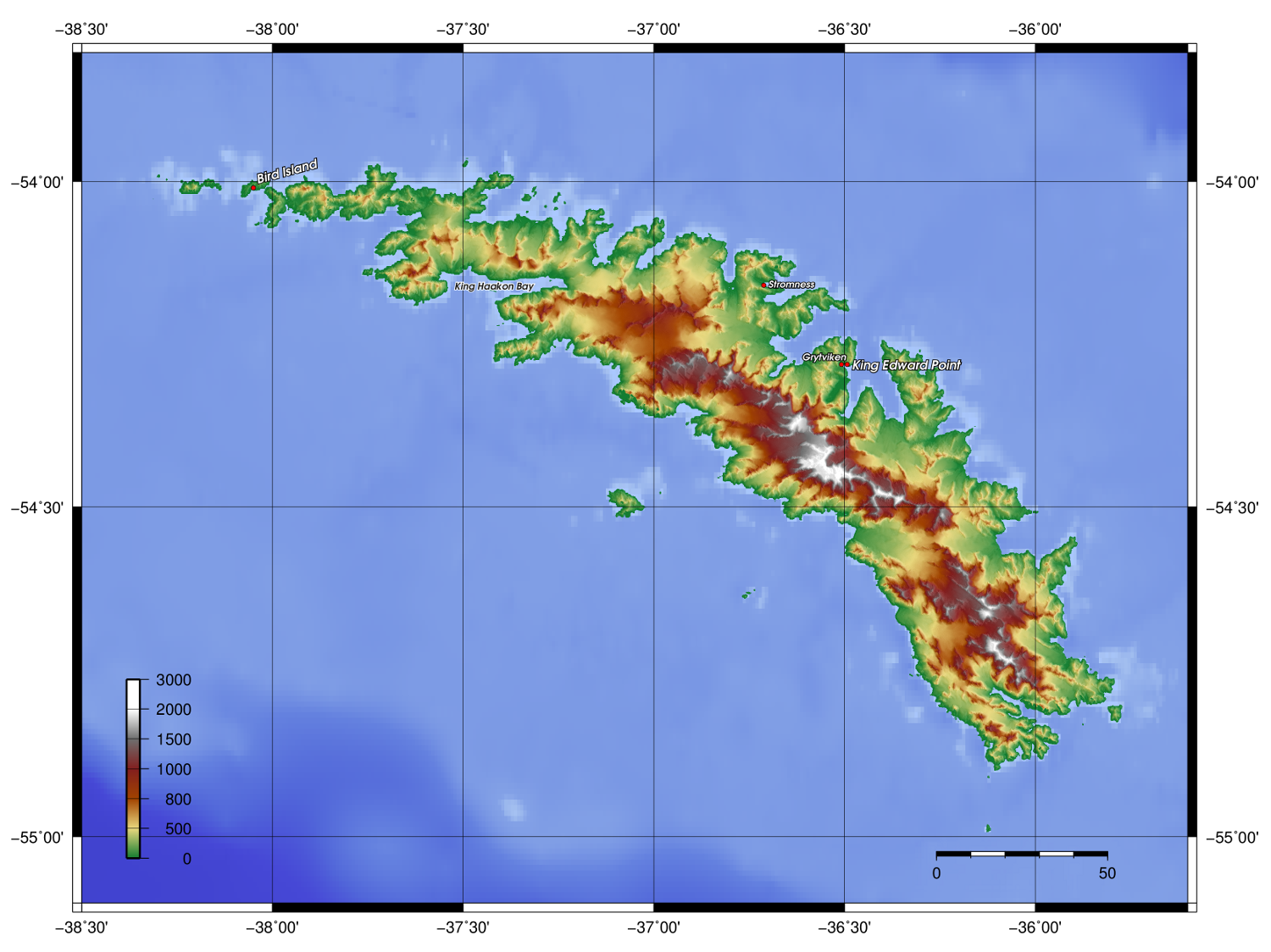
Địa hình đảo Nam Georgia

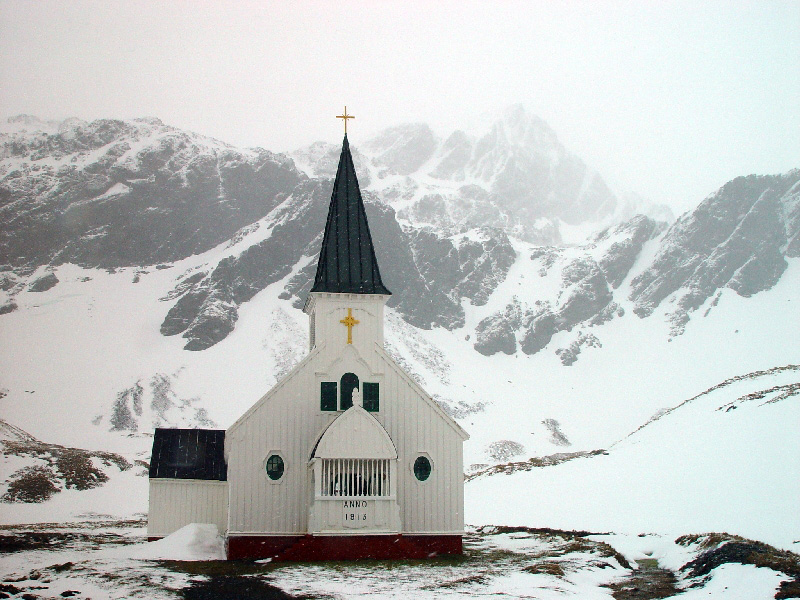
Nhà thờ ở Grytviken

Đảo Nam Georgia có khí hậu đài nguyên vùng cực (ET) theo hệ thống phân loại Köppen-Geiger. Trên đảo không có cây gỗ và vào mùa đông (tháng 4–11), đảo thường phủ trắng tuyết. Địa thế có tính núi non, với một sống núi chạy ở khoảng giữa cùng nhiều fjord, vịnh dọc bờ biển. Nam Georgia là nơi sinh sản cho hải tượng, hải cẩu lông, và chim cánh cụt vua. Anas georgica georgica và Anthus antarcticus đặc hữu Nam Georgia.
Vào thời điểm năm 2018, những loài gặm nhấm xâm lấn đã bị quét sạch sau nhiều năm nỗ lực.